# Großadmiral

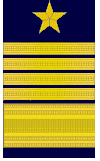
Galón de Gran Almirante de la marina de guerra usado en la bocamanga.

Galón de Gran Almirante usado en las hombreras.

Großadmiral fue el grado máximo al que podía ascender un marino alemán. Este grado  rigió dentro de la Kaiserliche Marine (marina imperial), Reichsmarine (armada imperial) y en la Kriegsmarine (marina de guerra).
Como insignia aparte, estos oficiales llevaban un Bastón de Gran Almirante.

## Inicios
Este grado se creó por petición de la Kaiserliche Marine que deseaba un equivalente al rango del ejército Generalfeldmarschall (general mariscal de campo). Fue así como el 3 de mayo de 1900, el káiser Guillermo II de Alemania crea este grado.
El primer almirante ascendido a Gran Almirante fue Hans von Köster, el 28 de junio de 1905.
El grado fue concedido tan sólo cuatro veces a almirantes durante el periodo imperial y conferido honoríficamente otras dos.
En las Reichswehr este grado nunca fue otorgado.

## Kriegsmarine

Bandera de mando para el rango de Grossadmiral (gran almirante) y comandante en jefe de la Kriegsmarine.

En la Segunda Guerra Mundial, este grado fue otorgado por primera vez el 1 de abril de 1939 a Erich Räder. Después de su despido, este cargo se le concedió a Karl Dönitz el 30 de febrero de 1943.[cita requerida]

## Tiempos de posguerra
La Marina Alemana (Deutsche Marine der Bundeswehr) no reconoce este grado. La Marina popular perteneciente a la DDR (Volksmarine der Nationalen Volskarmee) utilizó el grado semejante soviético de Flottenadmiral.

## Grandes Almirantes de la Marina Imperial (Kaiserliche Marine)
- 3 de mayo de 1900, Káiser Guillermo II, honorario.
- 28 de junio de 1905, Hans von Köster (1844-1928)
- 13 de julio de 1900, Óscar II, Rey de Suecia y Noruega (1829-1907), honorario.
- 4 de septiembre de 1909, Príncipe Enrique de Prusia (1862-1929)
- 27 de noviembre de 1911, Alfred von Tirpitz (1849-1930), título y grado aceptados, pero no obtuvo el reconocimiento y por ende no tenía derecho a llevar un Bastón de Gran Almirante.
- 31 de julio de 1917, Henning von Holtzendorff (1853-1919)

## Grandes Almirantes de la Marina de Guerra (Kriegsmarine)
- 1 de abril de 1939 – Erich Raeder (1876-1960)
- 31 de enero de 1943 – Karl Dönitz (1891-1980)

- Datos: Q161546
- Multimedia: Großadmiral / Q161546